# Дингл (полуостров)
Дингл (ирл. Corca Dhuibhne) — полуостров на юго-западе Ирландии на территории графства Керри. Здесь расположена самая западная точка страны — мыс Данмор-Хед, а также одноимённый залив.
Рельеф полуострова преимущественно горный, на территории Дингла находится самый высокий перевал в Ирландии и четвёртая по высоте гора в стране — Брандон. Береговая линия, выходящая к Атлантическому океану, сильно изрезана бухтами и заливами, склоны часто круты и обрывисты, однако в некоторых местах имеются песчаные пляжи. Близ полуострова расположены ныне необитаемые острова Бласкет.
На западной оконечности полуострова есть районы, где до сих пор основным средством общения местных жителей является ирландский язык. По всей территории Дингла рассредоточено множество археологических памятников, а также историко-культурных объектов эпохи Средневековья. По полуострову проходит множество туристических маршрутов, которые охватывают все окрестные достопримечательности. На крайнем западе полуострова находится оратория Галларус, предположительно построенная в VI—IX веках, а в 5 км от города Дингл — старая церковь Килмалкедар.
Основные населённые пункты на полуострове: Каслгрегори, Камп, Дингл. Основное занятие населения всех городков и деревень — обслуживание туристической инфраструктуры и рыболовство.

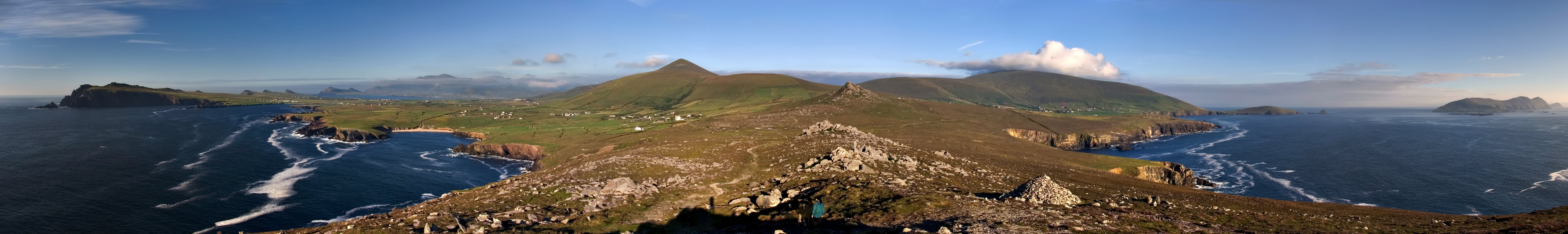
Панорама полуострова